# Anna d'Àustria (duquessa de Baviera)
Anna d'Àustria o Anna d'Habsburg (en alemany: Anna von Österreich) (Praga, 17 de juliol de 1528 - Múnic, 16 d'octubre de 1590) fou una aristòcrata de la Casa d'Habsburg, filla de l'emperador Ferran I (1503-1564) i d'Anna d'Hongria (1503-1547).
Arxiduquessa d'Àustria, pel seu casament va esdevenir Duquessa de Baviera. El casament formava part de la política d'aliances de l'aleshores emperador Carles V. El regal de casament va ser una dotació de 50.000 florins. La parella va viure al Castell de Trausnitz a Landshut, fins que Albert es va convertir en duc.
Anna d'Àustria era considerada una persona molt pietosa, i va fer costat al seu marit a favor de la contrareforma. Va donar suport al convent catòlic de Vadstena a Suècia, fent-hi donacions importants per a la seva reforma, i va ser considerada un partidari de l'Orde Franciscà. En la seva residència de Múnic, va participar activament en l'estricta educació del seu net, el futur Maximilià I de Baviera.

## Matrimoni i fills
El seu pare la va comprometre en matrimoni, el 1545, amb el duc Carles de Valois (1522-1545), fill del rei Francesc I de França, però la mort d'aquest estroncà el projecte. Ja abans havia estat compromesa amb el príncep Teodor de Bavaria (1526-1534), germà del que acabaria essent el seu marit, que també havia mort prematurament.
El 4 de juliol de 1546 es va casar a Ratisbona amb el duc Albert V de Baviera, fill de Guillem IV de Baviera (1493-1550) i de Maria Jacobea de Baden-Sponheim (1507-1580). El matrimoni va tenir set fills: 
- Carles, nascut i mort el 1547.
- Guillem (1548-1626), casat amb Renata de Lorena (1544-1602).
- Ferran (1550-1608), casat amb Maria Pettembeck (1573-1619).
- Maria Anna (1551-1608), casada amb Carles II d'Estíria (1540-1590).
- Maximiliana Maria (1552-1614)
- Frederic (1553-1554)
- Ernest (1554-1612).